# Mogens Nørgård Pedersen
Mogens Nørgård Pedersen (født 13. oktober 1957) er en dansk tømrer, familieplejer og politiker, der repræsenterede Kristeligt Folkeparti i Folketinget i 1998 og Kristendemokraterne fra 2002 til 2005. Han repræsenterer i dag Socialdemokratiet i Nordjyllands regionsråd.
Mogens Nørgård var organisatorisk landsnæstformand for Kristeligt Folkeparti i 2000-2002, og han var politisk landsnæstformand for Kristendemokraterne 2005-2008.
Mogens Nørgaard blev valgt ind i det nordjyske regionsråd i 2005 for Kristendemokraterne og er siden blevet genvalgt i 2009, 2013 og 2017 for Socialdemokratiet. Ved folketingsvalget i 2007 var han Kristendemokraternes spidskandidat i Nordjyllands Storkreds. I november 2008 skiftede han parti til Socialdemokraterne.